# 伊斯梅尔·奥甘
伊斯梅尔·奥甘（土耳其語：İsmail Ogan，1933年3月5日—2022年4月26日），土耳其男子摔跤运动员。他曾代表土耳其参加1960年和1964年夏季奥林匹克运动会摔跤比赛，获得一枚金牌和一枚银牌。